# Synchronisation dans les repères tournants
 (juin 2007).
 (avril 2013).
Si vous disposez d'ouvrages ou d'articles de référence ou si vous connaissez des sites web de qualité traitant du thème abordé ici, merci de compléter l'article en donnant les références utiles à sa vérifiabilité et en les liant à la section « Notes et références ».
Synchronisation des horloges dans les repères tournants dans le cadre de la relativité restreinte.

## La synchronisation en relativité restreinte
Comment on synchronise les horloges en relativité restreinte.
Soit un repère inertiel R avec une origine O. On dispose en chaque point du repère une horloge immobile dans R (ce qui se vérifie aisément en plaçant des règles étalons et en vérifiant que les coordonnées spatiales de l'horloge ne varient pas au cours du temps).
On choisit ensuite une horloge de référence, par exemple celle située en O. On envoie alors un signal a vitesse connue {\displaystyle V} à l'instant {\displaystyle t_{0}} indiqué par l'horloge en O. Si ce signal atteint l'horloge située à la distance {\displaystyle L}, alors on règle cette horloge pour qu'elle indique à l'instant de la réception le temps {\displaystyle t_{0}+L/V}.
On vérifie facilement que cette procédure de synchronisation est consistante (absence de contradiction en changeant d'horloge de référence ou de vitesse du signal) tant que l'on est dans un espace-temps plat.
Peu importe la vitesse du signal tant qu'elle est connue. Et elle se détermine aisément en la mesurant sur un aller-retour.
La vitesse du signal pourrait malgré tout être affectée d'une anisotropie gênante et indécelable sur une mesure aller-retour. Pour être sûr, il faut effectuer un grand nombre de mesures dans toutes les directions. Il reste éventuellement encore une anisotropie résiduelle qui pourrait s'avérer indétectable quelles que soient les mesures. Mais dans ce cas elle n'a pas de conséquence physique puisque justement elle est indétectable.
C'est pour ces raisons que l'on emploie habituellement un signal électromagnétique (de la lumière, par exemple) dans le vide, se propageant à la vitesse {\displaystyle c}. Sa constance, son invariance et son isotropie sont garanties par :
- Le principe de relativité.
- Les nombreuses données expérimentales (vérifiant sa constance et son invariance dans toutes les conditions envisageables).

Elle est aussi d'un usage très pratique aussi bien dans les expériences réelles que dans les expériences de pensées.
Cette procédure utilisant un signal à vitesse {\displaystyle c} est aussi appelée synchronisation d'Einstein.

## La synchronisation sur le disque immobile
Regardons maintenant le problème de la synchronisation sur le disque d'un peu plus près.
Nous avons une procédure pour synchroniser les horloges d'un même repère. Mais cette procédure nous l'avons exploitée dans le cas des repères inertiels.
Connaissant la relativité restreinte et connaissant cette procédure, comment l'appliquer dans le repère en rotation R' ?
La simultanéité est déterminée par le temps indiqué par les horloges. Simultané est synonyme de "temps identique indiqué par deux horloges".
Par conséquent la procédure de synchronisation revient à s'assurer que deux horloges immobiles dans un repère indiquant le même temps correspondent à des événements simultanés.
La notion de repère en relativité sera bien définie si on peut parsemer le repère d'horloges synchronisées, c’est-à-dire si on sait rendre tous les points du repère simultanés (surface de simultanéité ou lieu où tous les points sont simultanés). Si ce n'était pas le cas, on aurait alors un sérieux problème pour attribuer une coordonnée temporelle à certains événements dans ce repère.
Prenons 4 événements et 4 observateurs immobiles dans un repère R inertiel donné.
On a 4 observateurs 1, 2, 3 et 4, tous immobiles dans le repère inertiel R. Et 4 événements A, B, C et D ayant lieu aux endroits indiqués.
Attention, ce n'est pas parce que nous avons dessiné un cercle qu'il y a rotation. Cela indique seulement la disposition des événements et observateurs.
Les événements sont choisis de manière à pouvoir effectuer les synchronisations. A et B sont simultanés pour 1. B et C simultanés pour 2. C et D simultanés pour 3. Et D et A simultanés pour 4.
1 et 2 étant immobiles dans le repère inertiel. Alors, A et B seront également simultanés pour 2. Et donc C et A. De même, C et B et A et B seront simultanés pour 3, et donc D et A. Enfin, pour 4, A, B, C et D sont bien tous simultanés. Tout est cohérent.
C'est même assez trivial puisque le repère inertiel est spatialement euclidien en relativité restreinte par hypothèse. Les distances sont donc parfaitement définies et l'immobilité relative garantie. Et donc aussi les simultanéités.
Nous avons déjà signalé qu'un espace-temps plat, et donc un espace plat et la géométrie euclidienne, garantit que la procédure de synchronisation habituelle est consistante.
Mais même si cela semble trivial, nous utiliserons cette procédure de manière nettement plus délicate plus loin.
Soit une classe de repères accélérés (avec tous la même accélération par rapport à R). Avec une accélération constante et uniforme. Alors, ce que nous venons de voir reste valable. En effet, soit 1 et 2 deux observateurs définissant deux repères R' et R" accélérés et initialement au repos (par exemple, ou en tout cas avec la même vitesse à l'instant initial). Alors, l'accélération uniforme garantit que la vitesse de 1 et 2 restera identique à tout instant dans R et la distance entre 1 et 2 constante dans R. Par conséquent, 1 et 2 sont immobiles l'un par rapport à l'autre et on peut appliquer la procédure précédente pour synchroniser toutes les horloges dans, par exemple, R'.
D'un point de vue dynamique, dans cette classe de repères accélérés, on doit ajouter une force virtuelle. Mais d'un point de vue cinématique, tout reste valable au sein de cette classe de repères accélérés.
Signalons toutefois que les accélérations peuvent être vicieuses. Et il y a un défaut avec le raisonnement ci-dessus. Pouvez-vous voir lequel ?
Si les accélérations sont identiques dans R, alors dans R' la distance qui joint 1 et 2 doit augmenter (par simple application de la contraction des longueurs). Par conséquent ils ne sont pas immobiles l'un par rapport à l'autre dans R' ! Pour garantir que les observateurs sont immobiles dans R' il faut que 1 et 2 aient des accélérations légèrement différentes dans R. Ce n'est pas très difficile à calculer et à réaliser (il faut que la distance qui les sépare dans R diminue exactement de la même manière que la contraction des longueurs). Alors R' aura un ensemble d'observateurs immobiles qui peuvent effectuer une synchronisation.
On voit qu'il y a déjà des difficultés avec de simples accélérations linéaires (nous n'approfondirons pas cela ici, mais l'espace n'y est déjà plus euclidien et le repère est appelé repère de Rindler, voir les références).
Rien n'interdit, a priori, d'étudier le mouvement d'un objet accéléré, même en rotation. Mais rien ne garantit que les formules de Lorentz gardent leur forme dans un repère en rotation car l'accélération n'est pas uniforme dans tout le repère. De même, la synchronisation devient non triviale comme nous allons le voir.

## La synchronisation sur le disque en rotation
Nous allons maintenant tenter de synchroniser les horloges sur le disque en rotation.
Pour cela, il faut également rendre une série d'événements simultanés. Reprenons la procédure de la section précédente.
On fait la même hypothèse de choix des événements : A et B simultanés pour un observateur situé en 1 immobile dans R, B et C pour un observateur situé en 2 immobile dans R, C et D pour 3, D et A pour 4.
Considérons maintenant les observateurs situés en 1, 2, 3 et 4 mais dans le repère R' en rotation.
Les vitesses dans le repère inertiel R des différents observateurs sont indiquées dans la figure ci-dessus. Les vitesses de 1 et 2, qui sont différentes, montrent (en utilisant les transformations de Lorentz) que, pour 2, A se produit avant B. C'est simplement ce que nous connaissons en relativité restreinte : la simultanéité est relative.
De même, pour 3, B se produit avant C, pour 4, C avant D et, pour 1, D avant A.
Si nous essayons de synchroniser nos horloges, nous aurons donc, dans un repère R' global, que A se produit avant B qui se produit avant C qui se produit avant D qui se produit avant A
Cette contradiction montre qu'il est impossible de synchroniser, dans R', les 4 horloges des observateurs 1 à 4 de manière cohérente en utilisant la procédure de la relativité restreinte. Il est tout bonnement impossible de synchroniser les horloges dans un repère tournant avec les procédures de la relativité restreinte, au moins globalement sur toute la circonférence et en respectant le principe de relativité.
Cela à deux implications importantes :
- Les repères, tel que nous les avons utilisés jusqu'ici, ne sont pas applicables au disque en rotation. C’est-à-dire qu'il est toujours possible de définir un repère inertiel autour d'un voisinage d'un observateur en rotation pendant un temps court, mais il est impossible de définir un repère qui serait valable pour le disque entier puisque nous ne sommes pas en mesure de synchroniser ses horloges et donc de définir des coordonnées temporelles valables sur tout le disque.
- Les formules habituelles de la relativité restreinte perdent leur validité dans le repère tournant (dilatation du temps, transformations de Lorentz).

En plus, le raisonnement précédent montre qu'en faisant le tour du disque en rotation, on observe un "Time Gap". C’est-à-dire une discontinuité dans le temps (dans la synchronisation des horloges). Si, sur le disque tournant, on déplace lentement une horloge (à vitesse très faible devant {\displaystyle V} et {\displaystyle c}) et que l'on fait le tour complet, on devrait observer un décalage entre l'horloge restée au point de départ et celle ayant fait le tour. C'est une conséquence directe des décalages successifs entre les synchronisations de A à B, de B à C, etc. au fur et à mesure que l'horloge parcours l'ensemble des observateurs du disque.
Les calculs peuvent être faits rigoureusement, mais cela donne un indice sur l'origine du décalage des signaux dans l'effet Sagnac. Il pourrait s'agir de ce Time Gap qui aurait en plus l'avantage d'être universel (le raisonnement ci-dessus ne fait pas intervenir la vitesse d'un éventuel signal autour du disque, les procédures de synchronisation en relativité restreinte pouvant se faire avec tout signal à vitesse connue, comme nous l'avons vu ci-dessus).
Contrairement au cas des accélérations linéaires, il n'est pas possible de s'en sortir par une astuce analogue (avoir une accélération non uniforme) pour deux raisons :
1. Si en périphérie du disque chaque observateur avait une accélération centripète (c’est-à-dire une vitesse angulaire et donc une vitesse tangentielle) différente, ils ne tarderaient pas à se rencontrer ! Donc, cela ne peut garantir une immobilité relative et certainement pas la symétrie du disque.
2. Le phénomène de décalage ci-dessus subsiste même si les vitesses sont différentes. Il suffit qu'il y ait rotation dans un sens donné.

Le cas des repères en rotation est donc particulièrement épineux.

## Différentes synchronisations
Il existe une infinité de manière de synchroniser les horloges. En fait, il est possible d'effectuer des transformations quelconques des coordonnées sans changer la physique.
C'est juste une transformation mathématique, elle ne doit pas avoir de conséquence sur les phénomènes physiques. C'est une simple reparamétrisation des coordonnées. Si ce sont les coordonnées d'un repère "physique" donné (c’est-à-dire un repère attaché à un objet physique), les transformations sont dites internes au repère. On dit aussi que c'est une transformation de jauge.
Un observable physique est une quantité qui dépend du repère considéré mais sa description doit être indépendante de la reparamétrisation choisie. C’est-à-dire que la quantité doit être invariante de jauge. Cattaneo a développé de telles techniques et vous trouverez plus amples informations sur sa méthode dans les références.
Ici, nous allons seulement nous intéresser à la synchronisation des horloges.
La question qui se pose ici est "quelle est la synchronisation la plus adaptée à la description de l'effet Sagnac ?"
Un changement quelconque du système de coordonnées est donné par les fonctions arbitraires :
{\displaystyle {\bar {x}}^{\mu }={\bar {x}}^{\mu }\left(x^{\mu }\right)}
Avec la condition supplémentaire {\displaystyle \partial {\bar {x}}^{0}/\partial x^{0}>0} pour ne pas changer la flèche du temps et donc assurer la causalité.
Les transformations sont encore trop générales. Nous allons ici seulement nous intéresser à une transformation introduite par Selleri.
On choisit un repère de référence, par exemple le repère inertiel R, et on modifie les coordonnées dans R1 en fonction de la vitesse par rapport à R.
Si on se limite à la synchronisation des horloges, on se limite alors aux transformations
{\displaystyle {\begin{matrix}{\bar {t}}={\bar {t}}\left(t,x^{1},x^{2},x^{3}\right)\\{\bar {x}}^{i}=x^{i}\end{matrix}}}
où les coordonnées {\displaystyle \left(t,x^{1},x^{2},x^{3}\right)} sont celles obtenues avec la synchronisation d'Einstein habituelle que nous avons vue. Et les coordonnées surlignées sont celles du nouveau système de coordonnées.
Attention, il ne s'agit pas ici d'un changement de repère et de transformations dans le style des transformations de Lorentz. Ici il s'agit de deux systèmes de coordonnées attachés au même repère.
La transformation de Selleri est donnée par :
{\displaystyle {\begin{matrix}{\bar {t}}'=t'+{\frac {\Phi \left(\beta \right)}{c^{2}}}x'1\\{\bar {x}}'^{i}=x^{i}\end{matrix}}}
On choisit arbitrairement un repère absolu (par exemple le repère inertiel R dans l'effet Sagnac) dans lequel les coordonnées sont identiques aux coordonnées obtenues par la synchronisation d'Einstein. Et dans un autre repère R1 en mouvement dans une direction donnée {\displaystyle x^{1}} avec la vitesse {\displaystyle \beta =V/c}, on utilise les relations ci-dessus où {\displaystyle \Phi } est une fonction arbitraire. Attention {\displaystyle {\bar {t}}'} et {\displaystyle t'} (respectivement {\displaystyle {\bar {x}}'^{i}} et {\displaystyle x'^{i}}) ne sont, à nouveau, pas les coordonnées dans les repères R et R1 mais uniquement les coordonnées dans R1 selon deux méthodes de synchronisation, tandis que {\displaystyle \beta } fait bien référence à R !
On peut écrire cette fonction comme
{\displaystyle \Phi \left(\beta \right)=\beta +{\frac {e_{1}\left(\beta \right)c}{\Gamma }}}
{\displaystyle e_{1}} est appelé le paramètre de Selleri. Lorsque {\displaystyle e_{1}=-\beta \Gamma /c}, on retrouve la synchronisation habituelle et lorsque {\displaystyle e_{1}=0}, on trouve la synchronisation de Selleri ou jauge de Selleri. Cette synchronisation est dite "absolue" car elle utilise un repère absolu comme base pour la synchronisation de tous les repères.
Dans la jauge de Selleri, le changement de coordonnées vaut simplement
{\displaystyle {\begin{matrix}{\bar {t}}'=t'+{\frac {\beta }{c^{2}}}x'^{1}\\{\bar {x}}'^{i}=x'^{i}\end{matrix}}}
Dans la jauge de Selleri, les transformations de Lorentz du temps prennent une forme particulièrement simple :
{\displaystyle {\bar {t}}'=\Gamma {\bar {t}}}
(où ici {\displaystyle {\bar {t}}} et {\displaystyle {\bar {t}}'} se réfèrent aux repères R et R1, dans la jauge de Selleri).
Dans cette jauge la transformation du temps d'un repère à l'autre est particulièrement simple et liée à la dilatation du temps et pas à la position, ce qui justifie mieux son appellation de synchronisation absolue (elle ne dépend pas de la position des repères).
Dans la jauge de Selleri la simultanéité est absolue mais, étant donné que l'on utilise une synchronisation différente (et donc des heures différentes indiquées par les horloges), il ne s'agit pas de la même simultanéité que celle affirmée relative avec la synchronisation d'Einstein.
Par contre, dans la jauge de Selleri, la vitesse de la lumière est réellement anisotrope dans R1.
En fait, la jauge de Selleri a l'avantage de définir un découpage de l'espace-temps en surfaces spatiales qui est indépendant du repère considéré.
Mais cela n'a rien de magique. Ce découpage en surface spatiale est juste celui obtenu avec la synchronisation habituelle dans le repère R. Et comme celui-ci est considéré comme absolu dans la jauge de Selleri, dire que ce feuilletage est indépendant du repère revient en fait à dire qu'on choisit le feuilletage de R et qu'on le considère comme la référence unique.
Selleri, comme la majorité des auteurs, est d'accord pour dire que le choix de la jauge est juste une convention. Mais il affirme que dans le cas de la rotation c'est différent, sa jauge étant indispensable.
Qu'en est-il en réalité ? Récapitulons les avantages et inconvénients des jauges de Selleri et d'Einstein.
- Physiquement, l'emploi de l'une ou l'autre jauge est équivalent. La physique doit être indépendante de la jauge et on peut toujours passer des résultats numériques d'une jauge à une autre jauge par l'emploi de la transformation, purement mathématique, adéquate.
- Si l'on souhaite disposer d'une synchronisation globale pour le disque, il faut utiliser la jauge de Selleri qui consiste en fait à utiliser la synchronisation d'Einstein dans le repère R.
- Si l'on souhaite une description complète des relations entre les vitesses locales, les temps propres, etc. Il est plus facile d'utiliser la jauge d'Einstein.
- La synchronisation d'Einstein est basée, comme nous l'avons vu sur des signaux lumineux (locaux si l'on synchronise de proche en proche). Elle garantit ainsi une isotropie optique : elle correspond à ce qu'on "voit" compte tenu de vitesse de propagation des signaux. C'est la synchronisation "naturelle".

L'effet Sagnac est universel : le décalage temporel ne dépend pas de la vitesse des signaux utilisés.
- L'anisotropie locale des signaux est artificielle dans Selleri (paramètre de Selleri), en particulier pour des signaux de vitesse inférieure à {\displaystyle c}. Elle est fonction de la vitesse de rotation et l'anisotropie n'est donc pas liée à la géométrie (au rayon du disque). Sa seule interprétation physique est qu'elle est proportionnelle à la force centripète (centrifuge dans R'). Or celle-ci est perpendiculaire à l'anisotropie et ne peut justifier son sens. L'anisotropie est donc arbitraire car on ne peut pas lui trouver de relation avec quelques choses de physique et local. On voit mal comment la vitesse locale d'un signal peut être influencée par le fait que d'autres signaux peuvent effectuer un parcours global (le tour du disque) particulier (comme dans le paradoxe de Selleri).
- Dans la jauge d'Einstein, il n'est pas besoin d'introduire une anisotropie locale arbitraire. L'anisotropie globale ayant une signification géométrique claire. Et la seule condition, dans tous les cas (effet universel), est l'isotropie dans tout repère local.
- Rappelons que le principe de relativité est une condition naturelle, un idéal, que l'on doit respecter. Or la jauge de Selleri viole explicitement ce principe. Même si l'on considère des repères R1, R2,... inertiels, la synchronisation de Selleri viole le principe de relativité. Cela n'a rien d'étonnant puisque l'on choisit arbitrairement un repère absolu ce qui n'est qu'une décision de nature mathématique et non physique. Puisque cette violation existe aussi dans des repères inertiels, cela montre aussi que ce choix ne peut être lié à l'existence d'un effet physique tel que la force centrifuge.

Il est toujours possible, en violant le principe de relativité, de choisir un repère absolu arbitraire et de décréter que ce sont ses horloges qui dictent le temps et pas les horloges en mouvement. Il suffit en tout point de tout repère de lire le temps sur l'horloge de R située à cet endroit au moment où on la voit passer (c'est encore plus radical que la synchronisation de Selleri et illustre bien le caractère artificiel). Mais le temps ainsi défini dans R1 est totalement abstrait. Il ne correspond pas à la synchronisation naturelle (la vitesse des signaux, par exemple, dépendrait de leur sens, totalement arbitrairement, sans raison apparente, alors que leur durée aller-retour serait identique) et pire le temps ainsi défini ne correspond pas à ce qu'un observateur de R1 noterait sur une horloge qu'il transporte avec lui.
Le choix de Selleri est un peu plus subtil que ça (il tient compte de la dilatation du temps) mais reste totalement arbitraire.
Tandis que dans la jauge d'Einstein, le principe de relativité est respecté. Par contre on a bien la présence d'un repère R privilégié dû à l'existence de la rotation. Celle-ci a des effets physiques qui justifient une modification de la géométrie et une violation globale du principe de relativité (lorsque les signaux font un tour du disque, ce qui est manifestement relié à la rotation). Tandis que localement (isotropie de la vitesse de la lumière) le principe est respecté. Il y a quelque chose de physique qui doit être responsable de cette rotation (sinon O' continuerait tout droit), des forces centripètes, dirigées vers le centre du cercle, qui le maintiennent en rotation. Quelle que soit la nature de ces forces, il existe quelque chose de physique, lié à R, qui est responsable de la rotation est justifie que dans R' la situation est différente. Et cette fois, contrairement à la jauge de Selleri, en passant aux repères inertiels, la violation disparaît en même temps que la cause physique.
Il semble donc que la synchronisation d'Einstein soit la plus appropriée à la fois pour décrire les aspects physiques mais aussi en toute généralité (pas seulement pour Sagnac), sans devoir artificiellement choisir un repère absolu, en adoptant la même procédure dans tout repère inertiel local. C’est-à-dire que la jauge d'Einstein est covariante.
Mais rappelons que cela reste un choix (comme choisir la jauge de Coulomb, non covariante, en électromagnétisme), une convention, et la seule chose importante lorsque l'on affirme un certain nombre de choses en relativité est de toujours bien préciser la synchronisation utilisée et le fait que les résultats inhabituels présentés ne sont éventuellement qu'un artefact dû au choix de la jauge. C’est-à-dire qu'il faut présenter les résultats physiques en s'affranchissant de la synchronisation. Par exemple, ce que voit (au sens propre) un observateur (par exemple le rythme apparent d'une horloge distante, comme dans l'effet Doppler) ou ce qu'il mesure localement (par exemple les instants de tels événements ou le temps mis par un signal pour faire le tour du disque) ne doit pas dépendre de la synchronisation.
Vous pouvez vérifier quelle est la vitesse des signaux dans R1 dans la jauge de Selleri. Vous verrez qu'il est possible pour certains signaux de remonter le temps ! Alors qu'ils ne le font pas dans R. Cela illustre bien le caractère totalement artificiel de cette jauge. C'est une curiosité mathématique sur laquelle nous n'insisterons pas plus.